# 塞爾馬 (密蘇里州)
塞爾馬（英語：Selma）是位於美國密蘇里州傑佛遜縣的非建制地區。

## 歷史
塞爾馬的郵局於1827年設立，其後於1913年停運。

## 地理
塞爾馬所處的海拔為高於海平面164米（即538英呎），而該地所採用的時區為UTC-6，即北美中部時區（CST）。同時該地設有夏令時間，為UTC-6調快一小時，即UTC-5（CDT）。